# Meagcchom
Meagcchom (མེས་ཨག་ཚོམ, „Vousáč“), též Thide Sugcän, byl mezi lety 704–755 tibetským králem.
Trůn přebral v roce 704 po svém otci Düsong Mangdžeovi. Část tibetských pramenů uvádí příběh o tom, kterak si Meagcchom vyžádal čínskou princeznu pro svého syna Džangccha. Podle C. W. Žagabpy však o čínskou princeznu požádala Thilmalö, Meagcchomova babička a dočasná regentka. Meagcchom byl vstřícný vůči buddhismu a podílel se na jeho šíření. Po jeho smrti v roce 755 se dalším králem Tibetské říše stal Thisong Decän, jeden ze tří tibetských „dharma králů“.